# Аметьевская магистраль (Казань)
Аметьевская магистраль (тат. Әмәт магистрале) — транспортная артерия в Казани, являющаяся частью скоростного автомобильного коридора, соединяющего Оренбургский тракт с федеральной магистралью М7.

## Название
Аметьевская магистраль получила название по расположенному рядом с ней посёлку (жилому массиву) Аметьево. 
Официально это название утверждено постановлением главы администрации г. Казани от 30 сентября 2005 года № 2473.

## Территориальное расположение
Аметьевская магистраль расположена к юго-востоку от центра Казани, на территории Советского района, между Гвардейской улицей и проспектом Универсиады. Учитывая порядок нумерации домов, началом магистрали считается перекрёсток с Гвардейской улицей. Отсюда Аметьевская магистраль идёт с уклоном вниз, проходя по дну широкого оврага, плавно изгибаясь в направлении с северо-востока на юго-запад и разделяя собой две возвышенности. На одной возвышенности (с северо-западной стороны от магистрали) находится посёлок  Аметьево, на другой (с юго-восточной стороны от магистрали) — многоэтажные жилые комплексы «Садовое кольцо», «Голливуд», «Легенда» и далее (на определённом расстоянии от магистрали) жилые дома микрорайона Танкодром. Аметьевскую магистраль от посёлка Аметьево отделяет линия железной дороги, вдоль которой проходит граница между Советским и Вахитовским районами. Саму Аметьевскую магистраль пересекает двухъярусная эстакада, на которой расположены  станция метро «Аметьево» и крытый пешеходный переход. В 300 метрах далее от этой эстакады, на пересечении с проспектом Универсиады находится транспортная развязка «Аметьево». Здесь Аметьевская магистраль, проходя под автомобильным путепроводом, переходит в Даурскую улицу, идущую в западном направлении к Оренбургскому тракту и далее к улице Хади Такташа. 
Длина Аметьевской магистрали составляет 1,65 км.

## История
Строительство магистрали по дну оврага между посёлком Аметьево и микрорайоном Танкодром было предусмотрено ещё генеральным планом Казани 1969 года, но в советский период построить её не успели. Овраг в эти годы представлял собой неблагоустроенную территорию. Вдоль его юго-восточных склонов, в районе улицы Гвардейской располагались сады. С противоположного конца оврага, на участке около нынешней станции метро «Аметьево» находилась основная стоянка автобусного парка ПАТП-1, которая с началом строительства Аметьевской магистрали была ликвидирована.
Строительство Аметьевской магистрали в 2005 году велось в комплексе с возведением станции метро «Аметьево». Поскольку эта станция построена на эстакаде, проходящей над оврагом, магистраль провели под ней, соединив улицу Гвардейскую с Оренбургским трактом (в том числе путём расширения западного участка улицы Даурской, являющегося фактическим продолжением Аметьевской магистрали).
В первые годы Аметьевская магистраль не имела большого транспортного значения, даже в часы пик автомобильное движение на ней было незначительным. Но со временем оно стало нарастать.  
Большое значение для развития Аметьевской магистрали как транспортной артерии имело строительство в 2011—2013 годах проспекта Универсиады и транспортной развязки «Аметьево». В рамках реализации этих проектов Аметьевская магистраль была модернизирована — было уложено новое дорожное покрытие, сделана разметка четырёхполосного движения, а на части магистрали установили разделительный отбойник посередине.
С 2015 года начинается застройка многоэтажными жилыми домами юго-восточной стороны Аметьевской магистрали. Первые такие дома возвели на месте снесённых садовых участков, где в 2015—2017 годах компанией «Ак таш» был построен жилой комплекс «Садовое кольцо» в составе 6 десятиэтажных зданий (Аметьевская магистраль, 4, 4А, 6, 6А, 8, 10). 
Чуть дальше компанией «Сити Строй» в 2015—2019 годах был возведён высотный жилой комплекс «Голливуд» (первое название — «Гранд парк»), состоящий из 4 жилых корпусов в 19—23 этажей (Аметьевская магистраль, 16, корпуса 1—4).
Вплотную к нему компания «Арт-Строй» в 2017—2021 годах возвела высотный жилой комплекс «Легенда», состоящий из 6 корпусов в 25 этажей каждый (Аметьевская магистраль, 18, корпуса 1, 2, 3, 4, 5/1, 5/2).
| Многоэтажная жилая застройка с адресацией по Аметьевской магистрали | Многоэтажная жилая застройка с адресацией по Аметьевской магистрали | Многоэтажная жилая застройка с адресацией по Аметьевской магистрали | Многоэтажная жилая застройка с адресацией по Аметьевской магистрали |
| Номер дома                                                          | Принадлежность к жилому комплексу                                   | Год завершения строительства                                        | Количество этажей                                                   |
| ------------------------------------------------------------------- | ------------------------------------------------------------------- | ------------------------------------------------------------------- | ------------------------------------------------------------------- |
| 4                                                                   | Жилой комплекс «Садовое кольцо»                                     | 2017                                                                | 10                                                                  |
| 4А                                                                  | Жилой комплекс «Садовое кольцо»                                     | 2017                                                                | 10                                                                  |
| 6                                                                   | Жилой комплекс «Садовое кольцо»                                     | 2017                                                                | 10                                                                  |
| 6А                                                                  | Жилой комплекс «Садовое кольцо»                                     | 2017                                                                | 10                                                                  |
| 8                                                                   | Жилой комплекс «Садовое кольцо»                                     | 2017                                                                | 10                                                                  |
| 10                                                                  | Жилой комплекс «Садовое кольцо»                                     | 2017                                                                | 10                                                                  |
| 16 корп. 1                                                          | Жилой комплекс «Голливуд»                                           | 2018                                                                | 19                                                                  |
| 16 корп. 2                                                          | Жилой комплекс «Голливуд»                                           | 2019                                                                | 23                                                                  |
| 16 корп. 3                                                          | Жилой комплекс «Голливуд»                                           | 2018                                                                | 23                                                                  |
| 16 корп. 4                                                          | Жилой комплекс «Голливуд»                                           | 2019                                                                | 23                                                                  |
| 18 корп. 1                                                          | Жилой комплекс «Легенда»                                            | 2019                                                                | 25                                                                  |
| 18 корп. 2                                                          | Жилой комплекс «Легенда»                                            | 2019                                                                | 25                                                                  |
| 18 корп. 3                                                          | Жилой комплекс «Легенда»                                            | 2020                                                                | 25                                                                  |
| 18 корп. 4                                                          | Жилой комплекс «Легенда»                                            | 2021                                                                | 25                                                                  |
| 18 корп. 5/1                                                        | Жилой комплекс «Легенда»                                            | 2021                                                                | 25                                                                  |
| 18 корп. 5/2                                                        | Жилой комплекс «Легенда»                                            | 2021                                                                | 25                                                                  |

В декабре 2024 года Аметьевская магистраль стала частью скоростного автомобильного коридора, соединяющего Оренбургский тракт с федеральной магистралью М7. Этот проект предусматривался ещё генеральным планом Казани 1969 года, правда в несколько иной конфигурации, затем в изменённом виде был утверждён генеральным планом 2007 года и подтверждён генеральным планом 2020 года. В соответствии с последними документами было запроектировано продолжение Аметьевской магистрали — Вознесенского тракта, строительство которого велось с лета 2021 года до декабря 2024 года в широтном направлении — от улицы Гвардейской через проспект Победы и далее с выходом на 831 километр федеральной магистрали М7. На пересечении Аметьевской магистрали и Вознесенского тракта с улицей Гвардейской была построена двухуровневая транспортная развязка.

## Транспорт
По Аметьевской магистрали ходят автобусы 31, 37 и 77 маршрутов.

## Объекты, расположенные вдоль магистрали
Вдоль Аметьевской магистрали расположены следующие значимые объекты (перечислены в направлении с северо-востока на юго-запад):
- Автосалон «UZ-Daewoo» (ул. Аметьевская магистраль, 9);
- Жилой комплекс «Садовое кольцо» (ул. Аметьевская магистраль, 4, 4А, 6, 6А, 8, 10);
- Жилой комплекс «Голливуд» (ул. Аметьевская магистраль, 16, корпуса 1—4);
- Жилой комплекс «Легенда» (ул. Аметьевская магистраль, 18, корпуса 1—6);
- Станция метро «Аметьево» и железнодорожная платформа «Метро Аметьево».

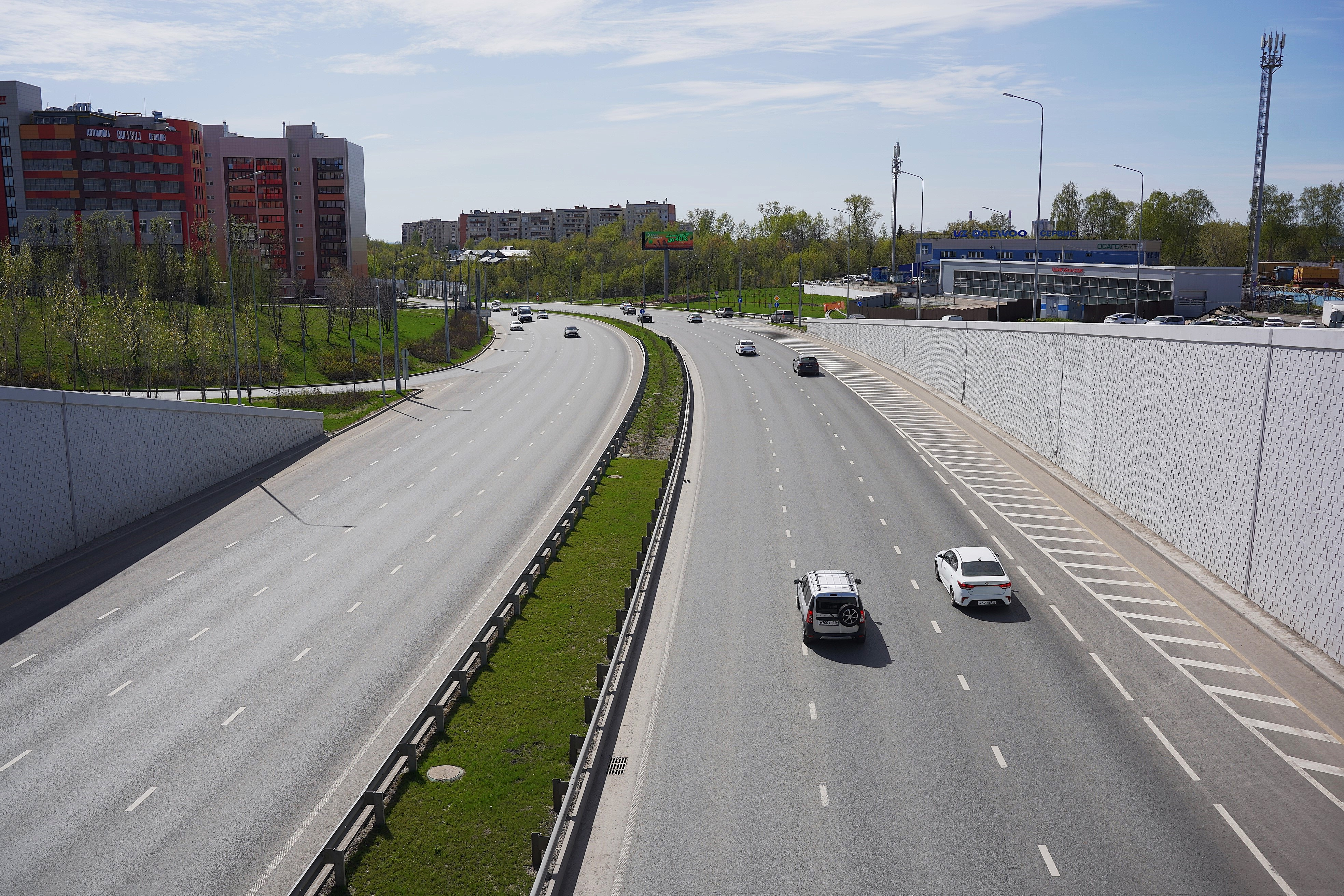
Вид на Аметьевскую магистраль от улицы Гвардейской
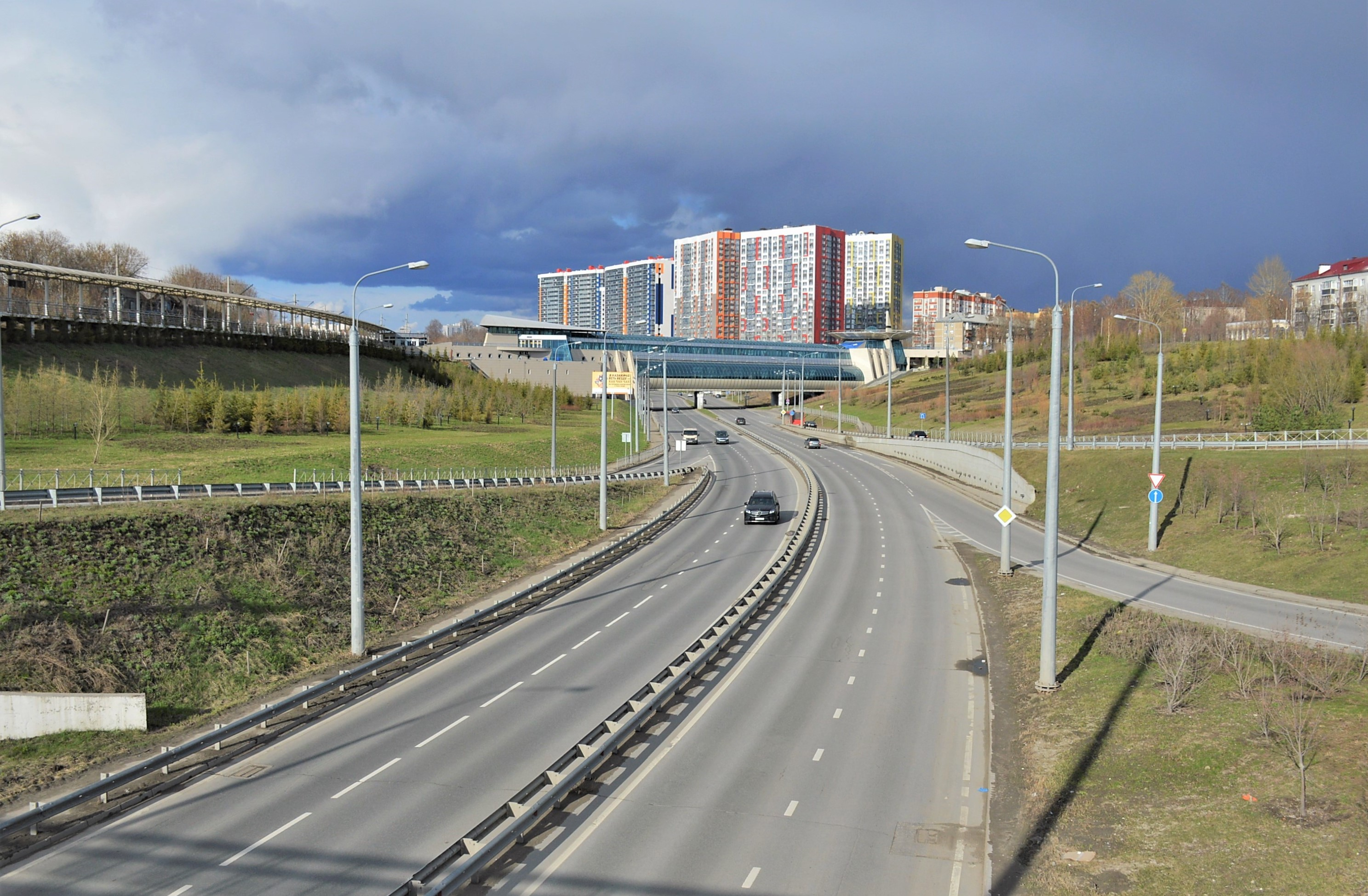
Вид на Аметьевскую магистраль со стороны транспортной развязки «Аметьево»
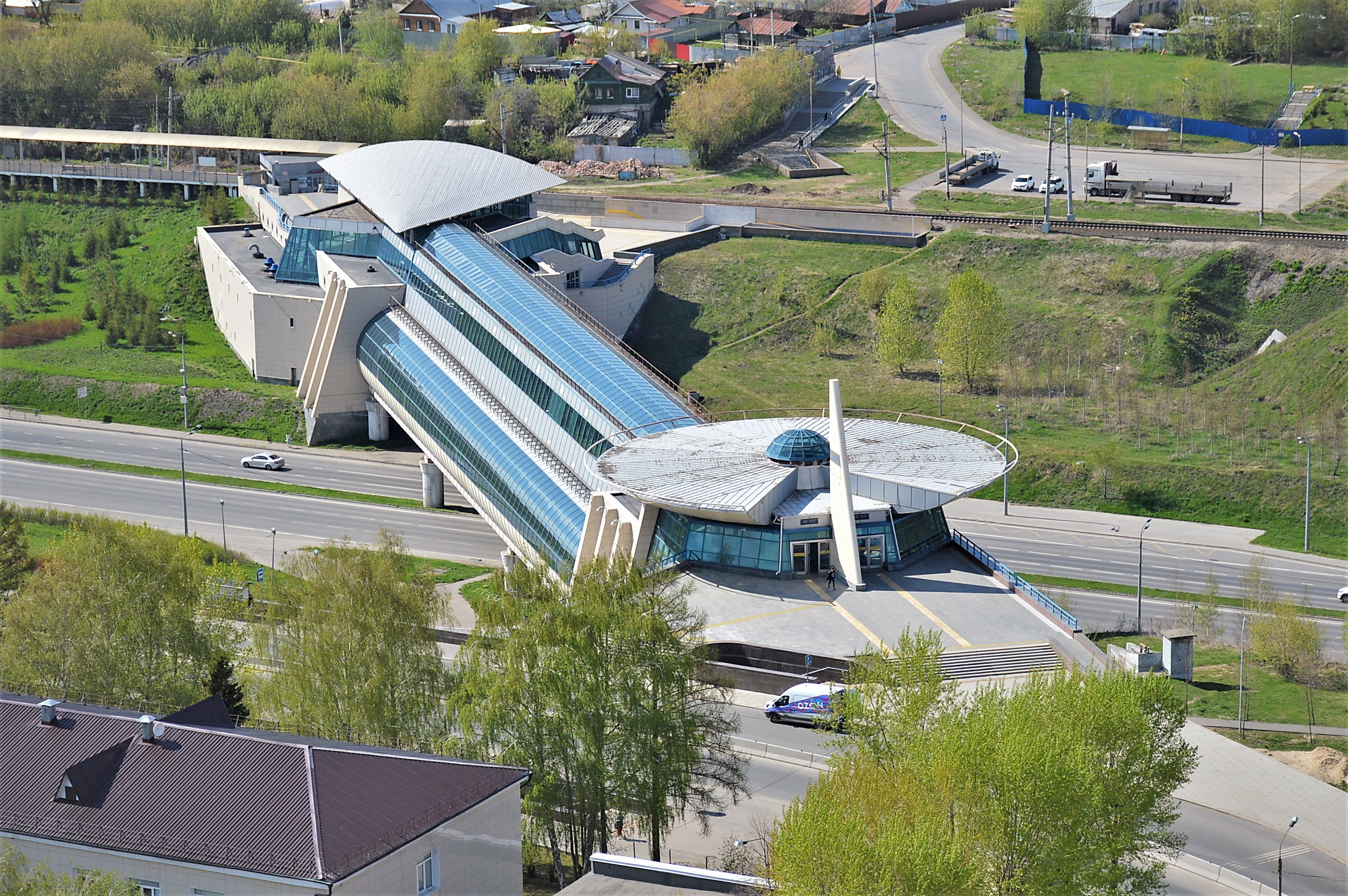
Станция метро «Аметьево» расположена над Аметьевской магистралью
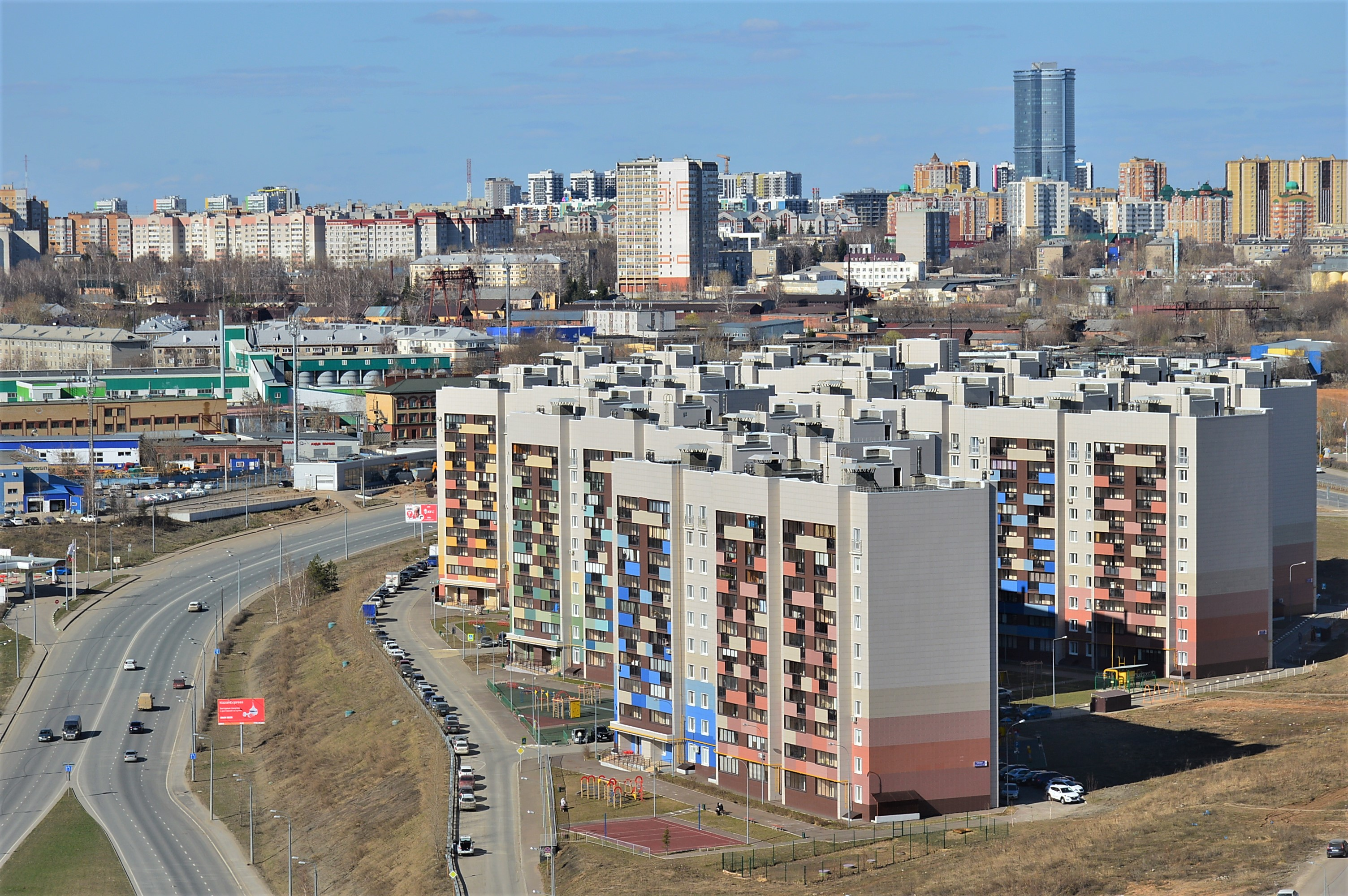
Жилой комплекс «Садовое кольцо»
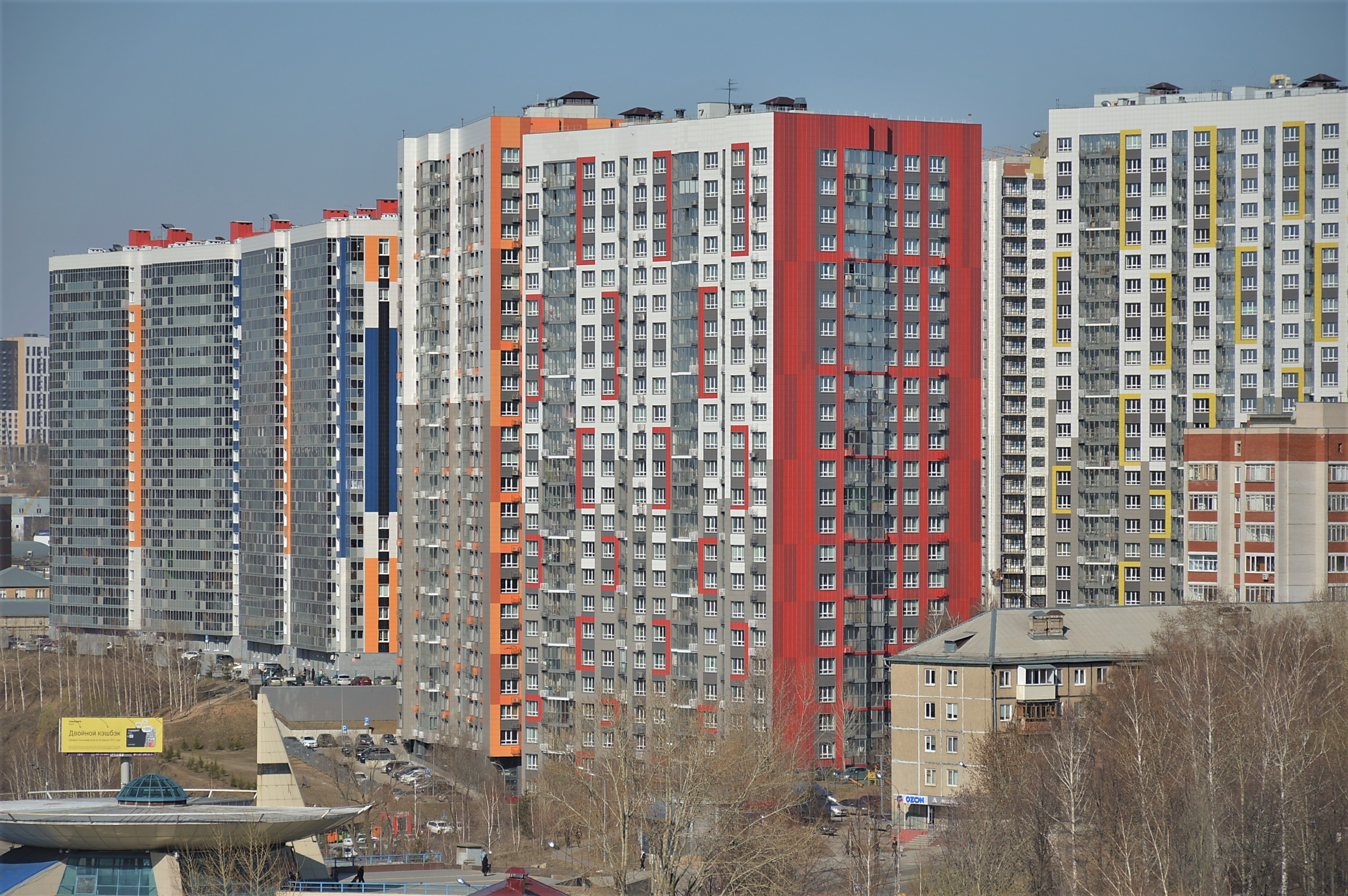
Жилые комплексы «Легенда» (на переднем плане) и «Голливуд» (слева на заднем плане)
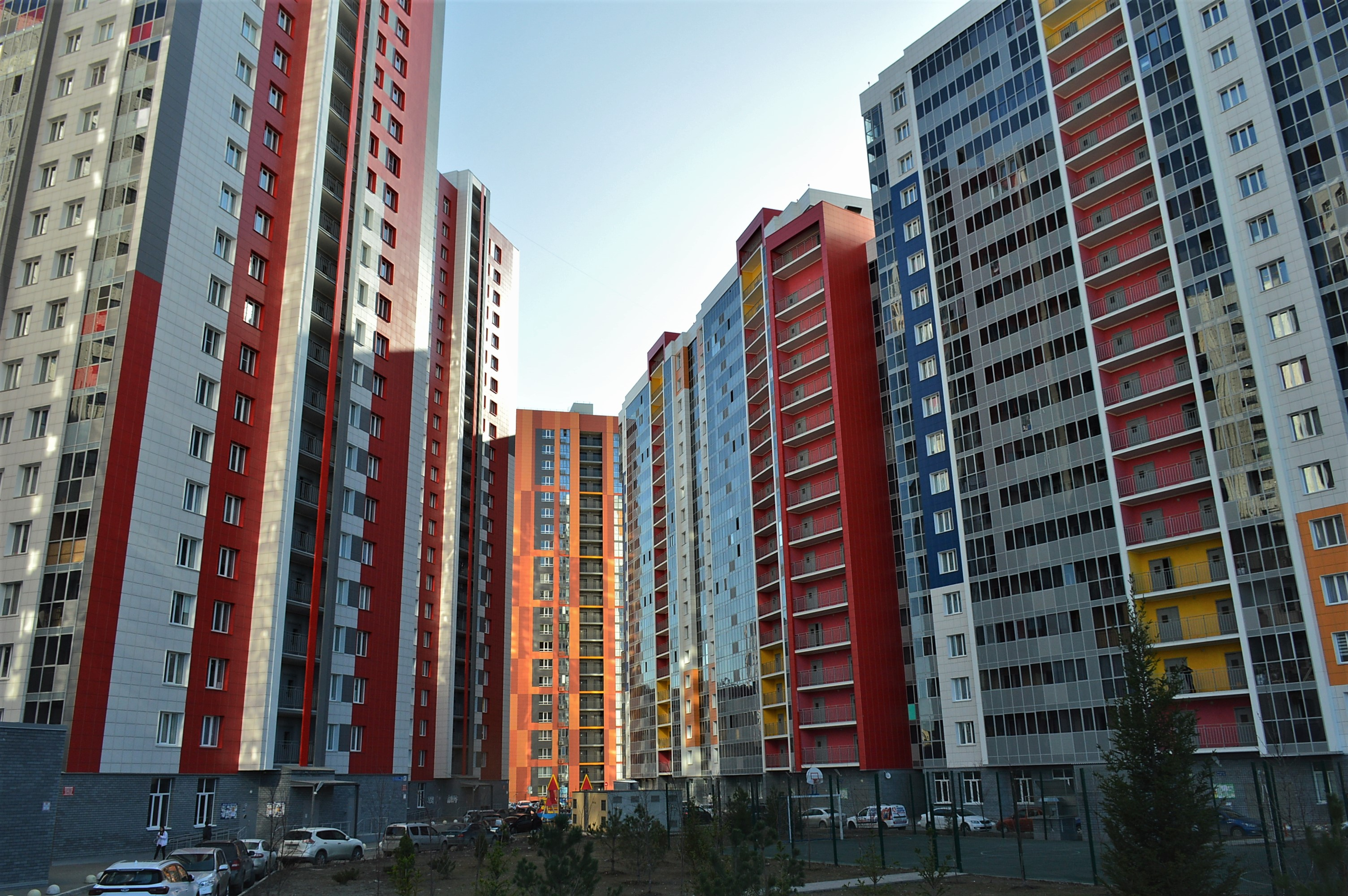
Внутренний двор жилого комплекса «Голливуд»